# Reggiane Re.2002
Reggiane Re.2002 Ariete là loại máy bay tiêm kích-bom của Italy trong Chiến tranh thế giới II. Đây là một phát triển hơn nữa của loại Re.2000, với một số sửa đổi đã được thực hiện trên loại Re.2001. Máy bay chủ yếu trang bị cho Regia Aeronautica (Không quân Italy), ngoài ra còn có trong biên chế của Luftwaffe (Không quân Đức).

## Quốc gia sử dụng
Đức
- Luftwaffe

 Ý
- Regia Aeronautica
- Không quân đồng minh tham chiến Italy

## Tính năng kỹ chiến thuật (Re.2002)
Đặc điểm tổng quát
- Kíp lái: 1
- Chiều dài: 8,16 m (26 ft 9 in)
- Sải cánh: 11 m (36 ft 1 in)
- Chiều cao: 3,15 m (10 ft 4 in)
- Diện tích cánh: 20,4 m² (219,6 sq ft)
- Trọng lượng rỗng: 2.400 kg (5.280 lb)
- Trọng lượng cất cánh tối đa: 3.240 kg (7.128 lb)
- Động cơ: 1 × Piaggio P.XIX RC 45 Turbine, 877 kW (1.175 hp)

 Hiệu suất bay 
- Vận tốc cực đại: 530 km/h (329 mph, 286 knots)
- Tầm bay: 1.100 km (680 mi, 590 nm)
- Trần bay: 10.500 m (34.450 ft)
- Tải trên cánh: 32,45 lb/ft² ()

Trang bị vũ khí

- Súng: 2 súng máy Breda-SAFAT 12,7 mm
2 súng máy Breda-SAFAT 7,7 mm
- Bom: 650 kg (1.430 lb)